# Theophilius Libertador Ellis
Theophilius Libertador Ellis (5 februari 1852 – 10 mei 1913) was een Surinaams journalist, uitgever en politicus.
Van zijn vader had hij leren lezen, schrijven en rekenen waarna hij om een vak te leren ging werken bij een timmerman. Later was hij werkzaam op een plantage en daarna werd hij goudwerker in de goudvelden. Daarnaast deed hij aan zelfstudie en begon hij met het schrijven van krantenartikelen. Hij was in 1890 mede-oprichter van het nieuwsblad Volksbode en werd daar redacteur. Verder was hij medewerker van De Indische Mercuur en correspondent van zowel De Wereldburger als van De Vrijmoedige.
Vanaf 1891 had hij een boekhandel op het Kerkplein in het centrum van Paramaribo. Ellis begon in 1892 de Nieuwe Surinaamsche Courant waarvan hij redacteur en uitgever werd en bovendien nam hij de drukkerij over van de voormalige Volksbode. Daarnaast was hij ook actief in de politiek. Nadat het Statenlid C.H. van Meurs in 1893 was opgestapt werd Ellis bij tussentijdse verkiezingen verkozen tot lid van de Koloniale Staten. Hij bleef Statenlid tot hij in 1913 op 61-jarige leeftijd overleed.